# Indios de Mayagüez (pallacanestro)
Gli Indios de Mayagüez sono una società cestistica avente sede a Mayagüez, a Porto Rico. Fondati agli inizi degli anni '40, giocano nel campionato portoricano.
Disputano le partite interne nel Palacio de Recreación y Deportes, che ha una capacità di 5.500 spettatori.

## Palmarès
- Campionati portoricani: 1

2012